# Renhold
Renhold – wieś w Anglii, w hrabstwie ceremonialnym Bedfordshire, w dystrykcie (unitary authority) Bedford. Leży 5 km na północny wschód od centrum miasta Bedford i 76 km na północ od centrum Londynu. W 2005 miejscowość liczyła 1800 mieszkańców.